# Vic-la-Gardiole
Vic-la-Gardiole is een gemeente in het Franse departement Hérault (regio Occitanie) en telde op 1 januari 2022 3.413 inwoners. De plaats maakt deel uit van het arrondissement Montpellier.

## Geografie
De oppervlakte van Vic-la-Gardiole bedroeg op 1 januari 2022 18,49 vierkante kilometer; de bevolkingsdichtheid was toen 184,6 inwoners per km².
De plaats ligt aan de lagune Étang de Vic, die door een schoorwal gescheiden wordt van de Middellandse Zee.

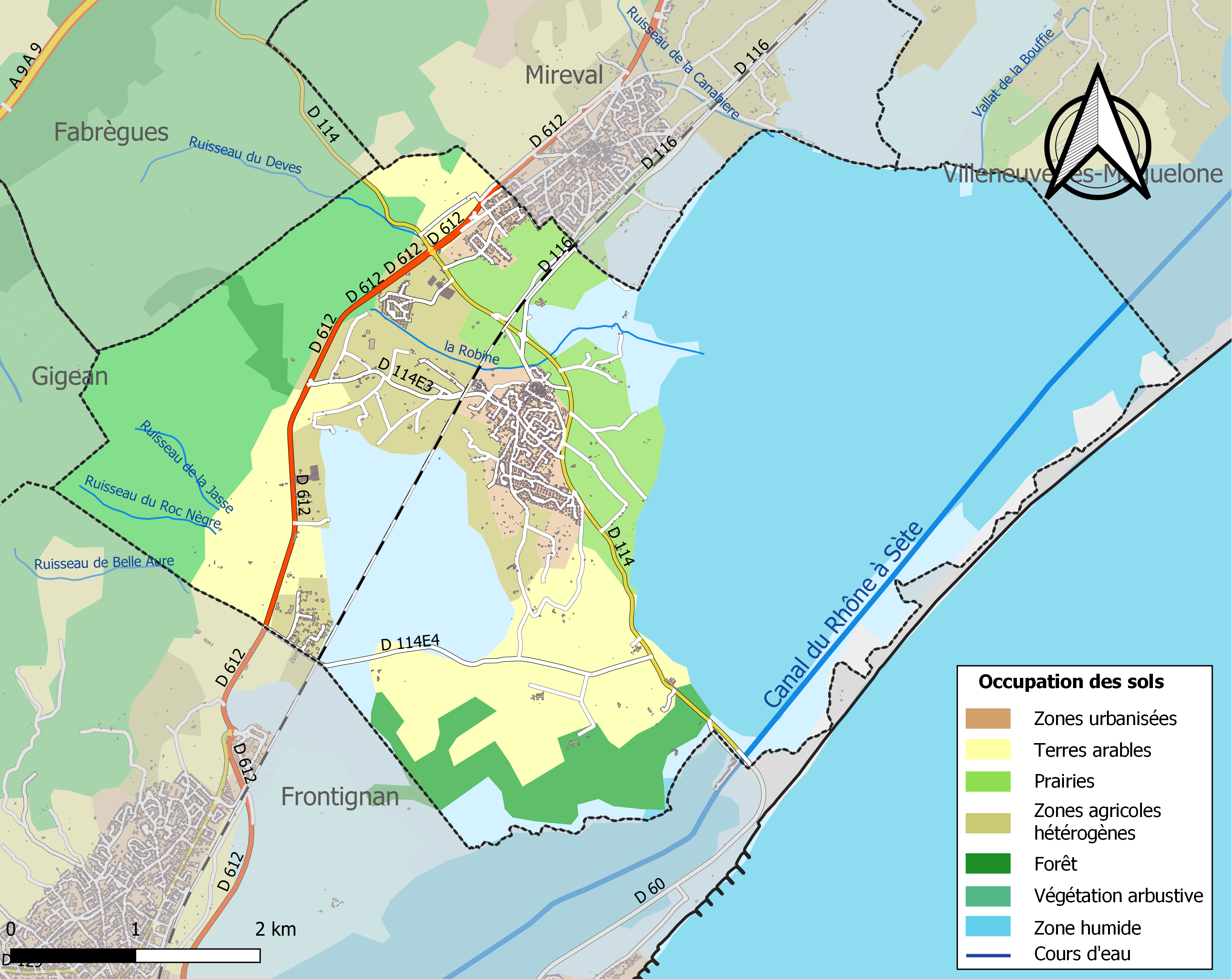
Kaart van de gemeente met belangrijkste infrastructuur, bodemgebruik en omliggende gemeenten

## Demografie
Onderstaande figuur toont het verloop van het inwonertal (bron: INSEE-tellingen).

## Verkeer
Het spoorwegstation Vic-Mireval, dat wordt bediend door treinen van de TER Occitanie, bevindt zich in de aanpalende gemeente Mireval.